# Kyffhäusersparkasse Artern-Sondershausen
Die Kyffhäusersparkasse Artern-Sondershausen ist eine Sparkasse in Thüringen mit Sitz in Sondershausen. Sie ist eine Anstalt des öffentlichen Rechts.

## Geschäftsgebiet und Träger
Das Geschäftsgebiet der Kyffhäusersparkasse Artern-Sondershausen umfasst den Kyffhäuserkreis, welcher auch Träger der Sparkasse ist.

## Geschäftszahlen
Die Kyffhäusersparkasse Artern-Sondershausen wies im Geschäftsjahr 2023 eine Bilanzsumme von 1,212 Mrd. Euro aus und verfügte über Kundeneinlagen von 1,021 Mrd. Euro. Gemäß der Sparkassenrangliste 2023 liegt sie nach Bilanzsumme auf Rang 301. Sie unterhält 11 Filialen/Selbstbedienungsstandorte und beschäftigt 195 Mitarbeiter.

## Sparkassen-Finanzgruppe
Die Kyffhäusersparkasse Artern-Sondershausen ist Teil der Sparkassen-Finanzgruppe und gehört damit auch ihrem Haftungsverbund an. Er sichert den Bestand der Institute und sorgt dafür, dass sie auch im Fall der Insolvenz einzelner Sparkassen alle Verbindlichkeiten erfüllen können. Die Sparkasse vermittelt Bausparverträge der regionalen Landesbausparkasse, offene Investmentfonds der Deka und Versicherungen der SV SparkassenVersicherung. Im Bereich des Leasing arbeitet die Kyffhäusersparkasse Artern-Sondershausen mit der  Deutschen Leasing zusammen. Die Funktion der Sparkassenzentralbank nimmt die Landesbank Hessen-Thüringen wahr.